# Lactarius pubescens
Lactarius pubescens é um fungo que pertence ao gênero de cogumelos Lactarius na ordem Russulales. O fungo tem uma distribuição cosmopolita e cresce solitariamente ou em grupos, espalhados em solo arenoso sob ou próximo a bétulas.